# Fangkorb (Straßenbahn)

Tastgitter (links) und Fangkorb in Ruhestellung (rechts) bei einem Bremer Straßenbahnwagen

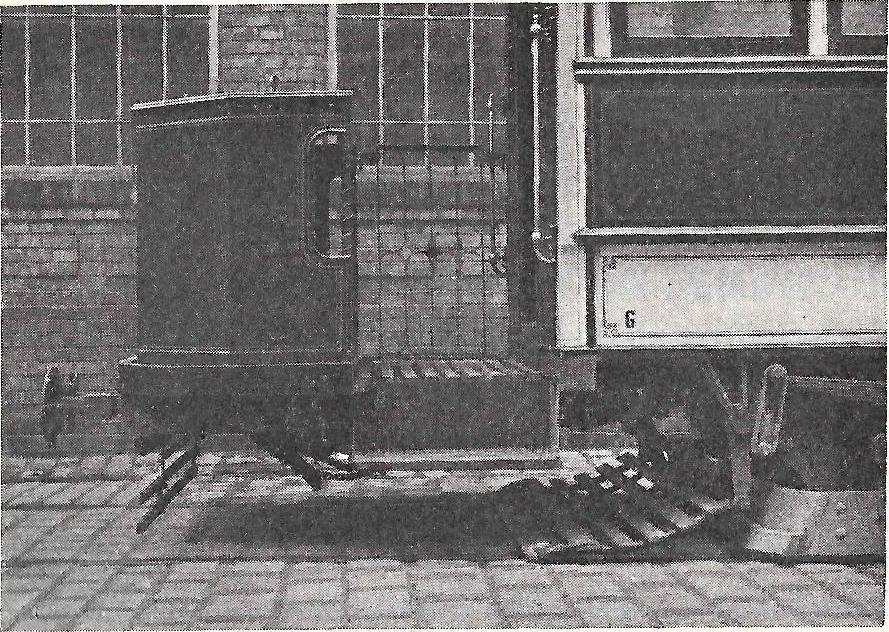
Der Fangkorb in gesenktem Zustand

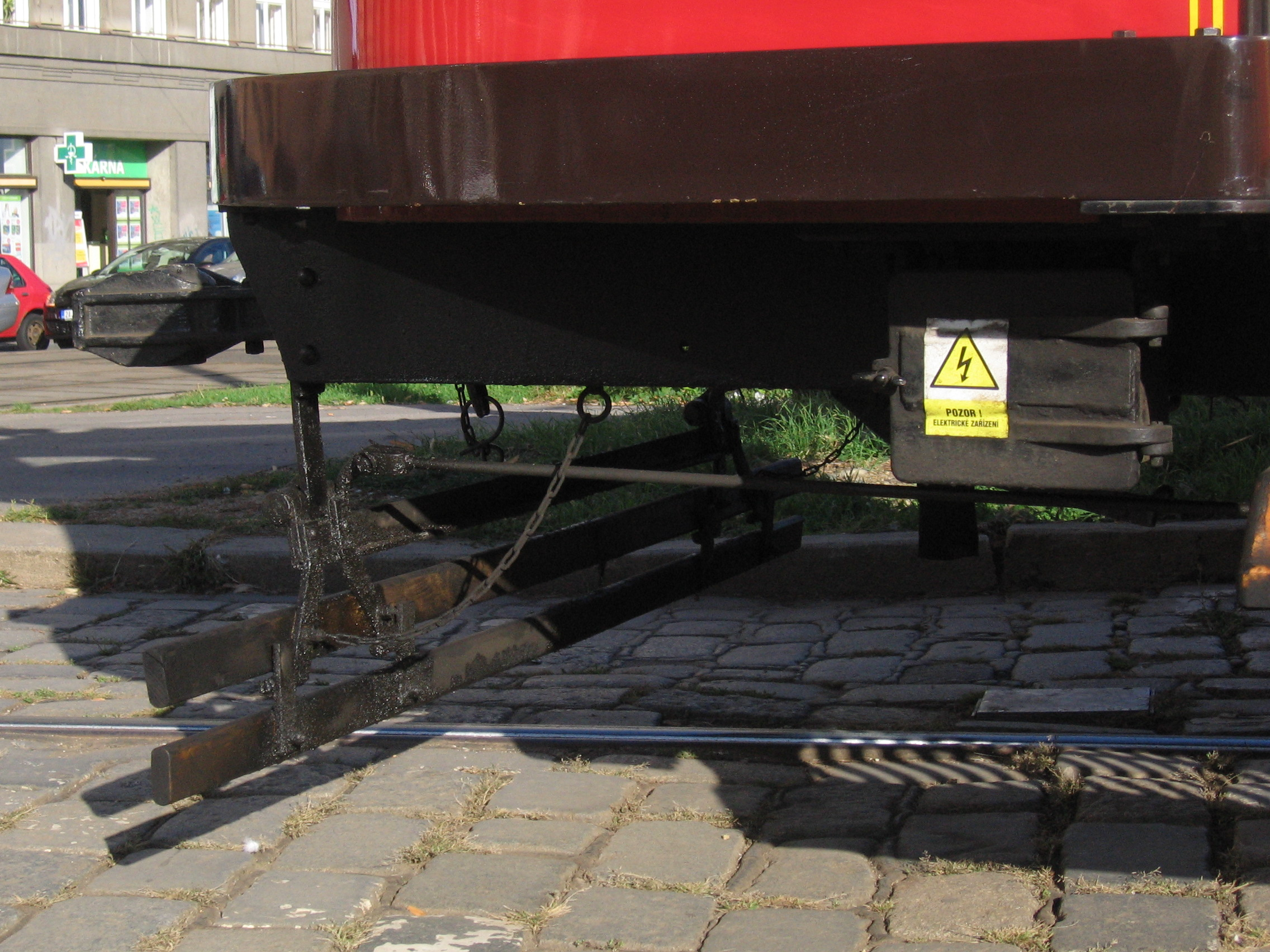
Detailaufnahme eines Tastgitters bei einem historischen Prager Straßenbahnwagen

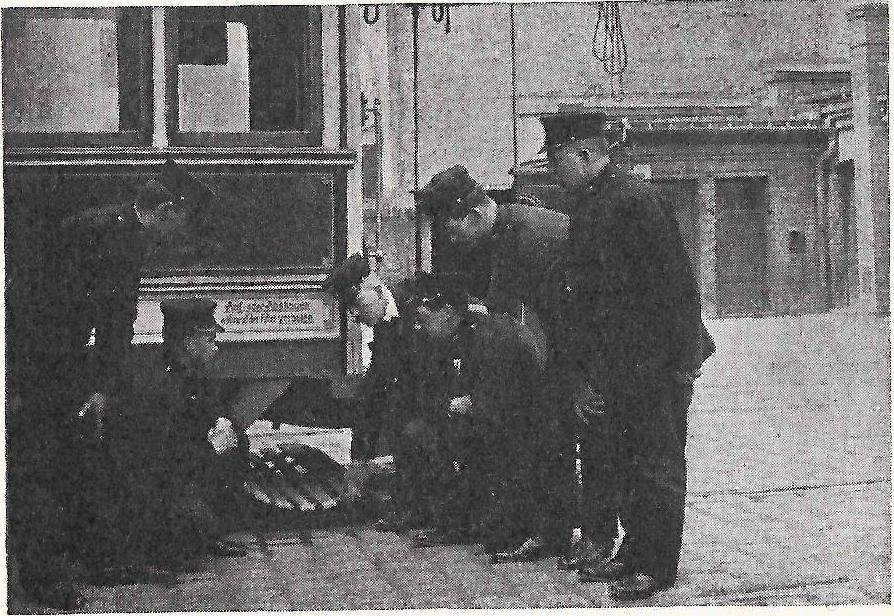
Einweisung des Personals in die Funktionsweise der Schutzvorrichtung

Der Fangkorb ist eine Sicherheitseinrichtung bei älteren Hochflur-Straßenbahn-Triebwagen, die das Überfahren von Lebewesen oder Gegenständen verhindern soll. Alternative Bezeichnungen lauten Fangschutz, Fangschutzvorrichtung oder Korbschutzvorrichtung, in der Schweiz heißt es Fender, Fallgatter oder Fallgitter.

## Entwicklung
Die Elektrifizierung vieler Straßenbahnbetriebe im ausgehenden 19. Jahrhundert ermöglichte Fahrgeschwindigkeiten, die den Fußgängern im Stadtverkehr bis dato nicht bekannt waren. Der dadurch gestiegenen Gefahr eines Personenunfalls versuchten die Straßenbahnbetriebe durch verschiedene Schutzmaßnahmen zu begegnen. Neben Schienenräumern und sogenannten Schutzwesten – aus Stahlband korbartig gewölbte Gitter an den Fahrzeugfronten – die die unachtsamen Passanten „zurückschmettern“ sollten, kamen zunächst feste Fangkörbe zum Einsatz. Diese sollten eine vor dem Fahrzeug liegende Person im Notfall einfangen, sodass diese nicht überfahren wurde. Die unebene Pflasterung der Straßen und der kurze Radstand der in der Regel zweiachsigen Fahrzeuge, die dadurch zum Nicken neigten, hatten zur Folge, dass die damit ausgerüsteten Fahrzeuge häufig aufsetzten.
In ihrer Ausgabe vom 1. Oktober 1896 stellten die Technische(n) Mittheilungen und Anzeigen die Erfindung eines Herrn Ramm aus Hamburg vor. Der von ihm entwickelte bewegliche Fangkorb war im Normalfall so arretiert, dass ein ausreichender Abstand zur Schienenoberkante gewährleistet war. Ihm vorgelagert war ein Tastgitter, auch Tastleiste, Tastrechen oder Auslösebügel genannt. Sobald ein größeres Objekt gegen das Tastgitter anschlug, ging der Fangkorb durch sein Eigengewicht automatisch zu Boden und gabelte das angefahrene Objekt auf. Im Idealfall werden Personen somit nur mitgeschleift und leicht verletzt, jedoch nicht überrollt – zumindest ist dies im unteren Geschwindigkeitsbereich der Fall. Die Tastgitter und Fangkörbe waren anfangs aus Holz konstruiert und ähneltem einem Bettenrost, spätere Ausführungen waren aus Stahlgitter gefertigt, um eine Verletzung durch Holzsplitter auszuschließen.
Die Überprüfung der Fangvorrichtungen gehörte zu den Maßnahmen, die die Straßenbahnfahrer vor dem Ausrücken vom Betriebshof vorzunehmen hatten. Je nach Betrieb konnten Gründe vorliegen, in denen die Vorrichtung zu arretieren war. In Rostock musste der Fangkorb beispielsweise vor dem Befahren von Kletterweichen und Auflagegleisen eingehängt und nach Verlassen wieder gelöst werden. In Berlin war das Einhängen bei einer defekten Aufzugeinrichtung vorgesehen oder wenn die Schneedecke so hoch lag, dass der Aufzughebel ununterbrochen festgehalten werden müsste, um eine dauerhafte Auslösung zu verhindern. Beim Übergang von Straßenbahnwagen auf das Eisenbahnnetz, etwa der Berliner Linie 120 oder der Wiener Linie 18G, mussten die Fangkörbe ebenfalls festgelegt werden. Schadhafte Fangvorrichtungen waren ein Grund für das Aussetzen eines Triebwagens.
Die Straßenbahn-Bau- und Betriebsordnung (BOStrab) vom 13. November 1937 sah unter § 17 die Ausrüstung der Straßenbahnwagen mit Bahnräumern oder Fangschutzvorrichtungen vor. Die seit 1987 gültige Fassung der BOStrab schreibt Fangschutzeinrichtungen wie Fangkörbe nicht mehr ausdrücklich vor, lässt aber nach § 41 (3) zu, dass andere Einrichtungen die Aufgaben der Bahnräumer oder Schienenräumer zum Schutz vor Entgleisungen durch Hindernisse übernehmen können. In der Schweiz hatten auf Weisung des Bundes ab 1915 alle Trams ein Fallgatter.